# 希望彰
希望 彰（のぞみ あきら、1953年8月30日 - ）は、佐賀県多久市出身の演歌歌手、ラジオパーソナリティー、ローカルタレント、カラオケ講師。血液型はA型。

## 略歴
佐賀県多久市出身。佐賀県立佐賀商業高等学校卒業後、大川家具の販売会社に就職。顧客から「タンス長持唄」を頼まれたことから民謡教室に通い始め、40歳の時に歌手に転身した。佐賀県をテーマにした歌を中心にした歌手活動のほか、ラジオのパーソナリティやイベント司会などで活躍している。また、故郷の多久市などでカラオケ教室を多数開いている。

## 代表曲
- 伊万里けんか祭り唄
- 嬉野は　恋の湯の町　情け町

## レギュラー番組
- 希望彰のラジオ歌謡塾（NBCラジオ佐賀）
- のぞみあきらの演歌でえびす顔（コミュニティジャーナルエフエム）

## 過去の出演番組
- おはこんラジオ ラッキーすいすいアキラキラー!（NBCラジオ佐賀）